# (29816) 1999 CS113
A (29816) 1999 CS113 a Naprendszer kisbolygóövében található aszteroida. A LINEAR projekt keretében fedezték fel 1999. február 12-én.